# Tuzamapan de Galeana
Tuzamapan de Galeana es una localidad del estado mexicano de Puebla. Es cabecera del municipio de Tuzamapan de Galeana.

## Demografía
| Censo | Población |
| ----- | --------- |
| 1900  | 1143      |
| 1910  | 1335      |
| 1921  | 1309      |
| 1930  | 1354      |
| 1940  | 1310      |
| 1950  | 1403      |
| 1960  | 1512      |
| 1970  | 1217      |
| 1980  | 1685      |
| 1990  | 1775      |
| 1995  | 1666      |
| 2000  | 1710      |
| 2005  | 1702      |
| 2010  | 1702      |
| 2020  | 1551      |